# Дискография Филиппа Киркорова
Дискография российского певца Филиппа Киркорова насчитывает 15 студийных альбомов и 57 синглов и 100 видеоклипов.

## Студийные альбомы
- 1990 — «Филипп»
- 1991 — «Ты, ты, ты»
- 1991 — «Небо и земля»
- 1992 — «Такой-сякой»
- 1994 — «Я не Рафаэль»
- 1995 — «Скажи Солнцу: „Да!“»
- 1998 — «С любовью к Единственной»
- 1998 — «Ой, мама, шика дам!»
- 2000 — «ЧелоФилия»
- 2001 — Magico Amor (испаноязычный альбом)
- 2002 — «Влюблённый и безумно одинокий»
- 2003 — «Незнакомка»
- 2007 — «For You»
- 2011 — «ДруGOY»
- 2016 — «Я, Часть 1 и 2»
- 2020 — «Романы, Часть 1 и 2»

## Синглы
- 2025:
  - апрель — «Везувий»
  - февраль — «Вы с нами»
- 2024:
  - декабрь — «Фиолетовая вата»
  - сентябрь — «Чёрная пантера»
  - май — «Стирай» (совместно с Олегом Майами)
  - январь — «Слухи»
- 2023:
  - декабрь — «Летите, летите» (OST:  «Ёлки 10»)
  - ноябрь — «Жара Дубая» (совместно с Михаилом Шуфутинским)
  - апрель — «Королева» (совместно с Люсей Чеботиной)
  - февраль — «Если ты уйдёшь» (OST:  «Нюрнберг»)
- 2022:
  - июнь — «Кто кого» (OST:  «Суворов: Великое путешествие»)
  - апрель — «Хобби» (дуэт с Anna Asti)
- 2021:
  - декабрь — «Раненый» (OST:  «Ёлки 8»)
  - сентябрь — «No more» (дуэт с MARUV) (Komilfo English Version)
  - август — «Yeezy», «По камням острым»
  - апрель — «Komilfo» (дуэт с MARUV)
- 2020:
  - август — «Ролекс» (совместно с DAVA)
  - февраль — «Романы»
- 2019:
  - сентябрь — «Лунный гость» (Remix)
  - август — «Лунный гость»
  - апрель — «Стеснение пропало»
- 2018:
  - ноябрь — «Не верю я» (ChinKong Remix)
  - сентябрь — «Цвет настроения чёрный» (совместно с Егором Кридом)
  - июль — «Ibiza» (совместно с Николаем Басковым)
  - июль — «Сотни вспышек» (совместно с гр. SunStroke Project)
  - март — «Цвет настроения синий»
- 2017:
  - апрель — «Последняя весна» (совместно с Тимати)
- 2016:
  - сентябрь — «Ты — всё, что нужно мне» (совместно с SOPRANO ТУРЕЦКОГО)
  - июнь — «Яркий я» (совместно с Дискотекой Авария)
- 2015:
  - ноябрь — «Индиго»
  - сентябрь — «Прохожие»
  - июнь — «Акапелла души»
- 2014:
  - октябрь — «Иллюзия»
  - сентябрь — «Кумир»
- 2013:
  - ноябрь — «Радость моя»
  - июль — «Близкие люди»
  - июль — «Сердце ждёт»
  - июль — «Скажи нет»
- 2011:
  - «Лейла»
  - январь — «Кордебалет»
- 2010:
  - январь — «Игра с огнем» (дуэт с Kamaliya)
- 2009:
  - «Просто подари»
  - «Жара»
  - «Верните мне крылья»
- 2007:
  - «На душе переполох» (дуэт с Веркой Сердючкой)
  - «Прощай» (дуэт с Маши Распутиной)
- 2005:
  - март — «Как сумасшедший я» (дуэт с Сакисом Рувасом)
- 2004:
  - июль — «F…K Сам п…а?! или Kirkorov MaZZDie!!!»
- 2002:
  - декабрь — «Жестокая любовь»
- 2001:
  - «Техносила»
  - декабрь — «Мария»
  - ноябрь — «Я за тебя умру»
  - апрель — «Ты поверишь?»
  - январь — «Diva»
- 2000:
  - апрель — «Огонь и вода»
  - ноябрь — «Килиманджаро»
- 1999:
  - апрель — «Мышь»

## Компиляции, аудио
- 1998 — «Лучшее, любимое и только для Вас!»
- 1997 — «Philip»
- 1995 — «Примадонна»
- 1992 — «Москва — Торонто»
- 1996 — Синдбад-мореход
- 2003 — «Лучшие песни»
- 2004 — Дуэты

## Видеоклипы
| Год  | Клип                                                                                   | Режиссёр /Оператор                  | Место съёмки                                           | Примечание |
| ---- | -------------------------------------------------------------------------------------- | ----------------------------------- | ------------------------------------------------------ | --- |
| 1988 | «Кармен»                                                                               |                                     | Москва, Новый Арбат, Воробьёвы горы                    | с участием юного солиста трио «Экспрессия» — Бориса Моисеева. |
| 1988 | «Не смотри ты на часы»                                                                 |                                     |                                                        | |
| 1989 | «Мона Лиза»                                                                            |                                     |                                                        | |
| 1989 | «Плюс и минус»                                                                         |                                     |                                                        | |
| 1989 | «Твист, привет!»                                                                       |                                     |                                                        | |
| 1990 | «Атлантида»                                                                            | М. Макаренков                       |                                                        | |
| 1990 | «Магдалена»                                                                            |                                     |                                                        | с участием Маши Распутиной |
| 1990 | «На несколько тёплых дней»                                                             |                                     |                                                        | |
| 1990 | «Ревность»                                                                             |                                     |                                                        | |
| 1990 | «Ты, ты, ты…»                                                                          | М. Макаренков                       |                                                        | 2 версии |
| 1991 | «Небо и земля»                                                                         | Светлана Анапольская                |                                                        | |
| 1992 | «Такой-сякой»                                                                          |                                     |                                                        | |
| 1993 | «Марина»                                                                               |                                     |                                                        | |
| 1993 | «Между летом и зимой»                                                                  |                                     | Лас-Вегас, США                                         | |
| 1993 | «Ты скажи мне, вишня»                                                                  |                                     |                                                        | |
| 1994 | «Милая»                                                                                | Олег Гусев                          |                                                        | 2 версии: с анимацией и без. При участии А. Пугачёвой |
| 1994 | «Пташечка моя»                                                                         |                                     |                                                        | |
| 1994 | «Я поднимаю свой бокал»                                                                | Роман Родин /Л. Арифулина, А. Родин |                                                        | по материалам концерта «Я не Рафаэль» |
| 1995 | «Посмотри, какое лето!»                                                                | Сергей Кальварский /С. Дубровский   |                                                        | 2 версии, с участием Аллы Пугачёвой |
| 1995 | «Колыбельная вулкану»                                                                  |                                     |                                                        | для участия в конкурсе «Евровидение» |
| 1996 | «Бегущая по волнам»                                                                    |                                     |                                                        | |
| 1996 | «Виноват я, виноват»                                                                   | Олег Гусев / Максим Осадчий         |                                                        | |
| 1996 | «Давай помиримся»                                                                      |                                     |                                                        | |
| 1996 | «Зайка моя»                                                                            | Олег Гусев / Максим Осадчий         |                                                        | с анимацией, с участием Аллы Пугачёвой |
| 1996 | «Песня остаётся с человеком»                                                           |                                     |                                                        | для фестиваля «Песня года» с участием других артистов |
| 1997 | «Единственная»                                                                         | Олег Гусев / Максим Осадчий         |                                                        | |
| 1997 | «Мало»                                                                                 | Олег Гусев / Максим Осадчий         |                                                        | |
| 1997 | «Москва златоглавая» / «Конфетки-бараночки»                                            | Джаник Файзиев                      |                                                        | для музыкального фильма «10 песен о Москве» |
| 1998 | «Будь что будет!»                                                                      |                                     |                                                        | |
| 1998 | «Вот мы какие»                                                                         | Братья Бледновы / отец Степченко    |                                                        | клип из т. н. «Восточной трилогии» |
| 1998 | «Дива»                                                                                 |                                     |                                                        | «Diva» — на русском, английском, испанском яз., иврите |
| 1998 | «Медсестра»                                                                            | Олег Гусев / Максим Осадчий         |                                                        | с анимацией |
| 1998 | «Наивная» (дуэт с гр. «Балаган Лимитед»)                                               | студия «Муха»                       |                                                        | анимационный клип, Ф. Киркоров в роли Л. да Винчи |
| 1998 | «Обручальная ночь»                                                                     | Филипп Янковский / М. Мукасей       |                                                        | |
| 1998 | «Ой, мама шика дам!»                                                                   | Братья Бледновы / отец Степченко    |                                                        | клип из т. н. «Восточной трилогии» |
| 1998 | «Остров»                                                                               |                                     |                                                        | |
| 1998 | «Салма»                                                                                | Братья Бледновы / отец Степченко    |                                                        | клип из т. н. «Восточной трилогии» |
| 1999 | «Лишь бы ты меня ждала»                                                                |                                     |                                                        | «Go» — на англ.яз. и на русско-англ.яз. А. Пугачёва в клипе |
| 1999 | «Любить обещаю»                                                                        | Алла Пугачёва / М. Мумасей          |                                                        | для новогодней программы «Голубой огонёк» |
| 1999 | «Мария»                                                                                |                                     |                                                        | |
| 1999 | «Мышь»                                                                                 | Олег Гусев / Максим Осадчий         |                                                        | «Bat» — версия на англ.яз. «Мистический проект» Киркорова |
| 1999 | «Шёлковая нить»                                                                        | Алла Пугачёва / М. Мумасей          |                                                        | для новогодней программы «Голубой огонёк» |
| 2000 | «Килиманджаро»                                                                         | Сергей Кальварский /В. Опельянц     |                                                        | с участием Жанны Фриске |
| 2000 | «Огонь и вода»                                                                         | Сергей Кальварский /Максим Осадчий  |                                                        | |
| 2000 | «Роза красная»                                                                         | Олег Гусев / Максим Осадчий         |                                                        | |
| 2000 | «Livin' La Vida Loca»                                                                  |                                     |                                                        | для новогодней программы «Старые песни о главном 4 Поскриптум» |
| 2000 | «Ша-ла-ла»                                                                             |                                     |                                                        | |
| 2001 | «Ты поверишь?»                                                                         | Олег Гусев / Максим Осадчий         |                                                        | |
| 2001 | «Я за тебя умру!»                                                                      | Олег Гусев / Максим Осадчий         |                                                        | «I would die for you» — на англ.яз. |
| 2001 | «Pum! Ya me ha dado!»                                                                  |                                     | Санкт-Петербург                                        | с анимацией, на испанском яз. |
| 2002 | «Жестокая любовь»                                                                      | Олег Гусев /Максим Осадчий          |                                                        | ч/б |
| 2002 | «Мария-Магдалена»                                                                      | Олег Гусев / Максим Осадчий         |                                                        | 2 версии |
| 2002 | «МегаMix»                                                                              |                                     |                                                        | |
| 2003 | «Дай мне свободу»                                                                      | Андрей Новосёлов /С. Бледнов        |                                                        | |
| 2003 | «Мечта» (дуэт с Машей Распутиной)                                                      |                                     |                                                        | |
| 2003 | «Немного жаль»                                                                         | Олег Гусев / Максим Осадчий         | Санкт-Петербург, Екатерининский парк (Пушкин)          | |
| 2003 | «Пупсик» (дуэт с гр. «Унесённые ветром»)                                               | Дмитрий Чижов /С. Дубровский        |                                                        | с анимацией |
| 2003 | «Радио Бейби»                                                                          | Андрей Новосёлов /С. Бледнов        |                                                        | |
| 2003 | «Роза чайная» (дуэт с Машей Распутиной)                                                | Олег Гусев/ Максим Осадчий          | Санкт-Петербург                                        | |
| 2003 | «С шиком-блеском»                                                                      | Фёдор Бондарчук /Влад Опельянц      |                                                        | к мюзиклу «Чикаго» |
| 2004 | «Волшебная ночь»                                                                       |                                     |                                                        | |
| 2004 | «И ты скажешь» (дуэт с Анастасией Стоцкой)                                             |                                     |                                                        | |
| 2005 | «Джалма» (дуэт с Машей Распутиной)                                                     |                                     |                                                        | 2 версии |
| 2005 | «Как сумасшедший я» (дуэт с Сакисом Рувасом)                                           | Олег Гусев                          |                                                        | «Se thelo san trelos» — на греческом яз. и на русско-греческом яз. |
| 2005 | «Вау!» (дуэт с Н. Могилевской)                                                         |                                     |                                                        | на украинском яз. |
| 2005 | «Обычная история»                                                                      | Семён Горов /А. Степанов            |                                                        | |
| 2006 | «Гимн Олимпиады в Сочи»                                                                | Алексей Розенберг                   |                                                        | для Олимпиады в Сочи-2014 с участием С.Ротару, Валерии, М.Покровского, Ю. Савичевой, Д. Билана, В. Преснякова-мл., группы «Банда» |
| 2006 | «Полетели!»                                                                            | Олег Гусев                          | Санкт-Петербург                                        | ч/б |
| 2007 | «Любовь всегда права» (дуэт с гр. «Челси»)                                             | Олег Гусев                          |                                                        | |
| 2008 | «Странник»                                                                             | Олег Вакулин                        |                                                        | |
| 2009 | «В саду Эдемовом»                                                                      | Сарик Андреасян                     |                                                        | к фильму «Любовь в большом городе 2» |
| 2009 | «Гибну я»                                                                              | Андрей Новосёлов                    |                                                        | |
| 2009 | «Любовь» (при уч. Павла Воли)                                                          | Сарик Андреасян                     |                                                        | в клипе запечатлён «исторический» момент: П. Воля побрил артиста налысо |
| 2009 | «Он твоя иллюзия»                                                                      | Руми Шоазимов                       | Индия                                                  | 2 версии с участием Ани Лорак |
| 2009 | «Просто подари»                                                                        | Евгений Митрофанов                  |                                                        | к фильму «Любовь в большом городе», с участием Ани Лорак, Жасмин, Анастасией Стоцкой и др. |
| 2009 | «Струны»                                                                               | Сарик Андреасян                     |                                                        | саундтрек к фильму «Любовь в большом городе 2» |
| 2009 | «Сказка о любви» (дуэт с Н. Быстровой)                                                 |                                     |                                                        | для мюзикла «Красавица и Чудовище» |
| 2010 | «Дископартизаны»                                                                       | Евгений Бедарев                     |                                                        | |
| 2010 | «Голос» (дуэт с А.Нетребко)                                                            | Олег Гусев                          | Санкт-Петербург, Михайловский дворец                   | «La Voix» — версия на английском яз. |
| 2010 | «Мы так нелепо разошлись»                                                              | А. Бадоев                           |                                                        | первый клип в сотрудничестве с А.Бадоевым |
| 2011 | «Игра с огнём» (дуэт с Камалией)                                                       | Энди Соуп                           |                                                        | «Playing with fire» — на англ.яз. |
| 2011 | «Снег»                                                                                 | Алан Бадоев                         |                                                        | за много лет ранее этот же режиссёр снял клип на эту же песню для её автора И.Билык |
| 2011 | «Мне не жаль тебя»                                                                     | Алан Бадоев                         |                                                        | |
| 2012 | «Я отпускаю тебя»                                                                      | Аслан Ахмадов                       | остров Крит, Греция                                    | |
| 2013 | «Радость моя»                                                                          | Олег Гусев                          |                                                        | Саундтрек к/ф «Любовь в большом городе 3» |
| 2014 | «Кумир»                                                                                | Максим Пасюк                        |                                                        | |
| 2015 | «Индиго»                                                                               | Олег Гусев                          |                                                        | Оператор Сергей Дубровский, художник Георгий Мичри, балетмейстер Алексей Шалбуров и стилист Алишер. Главную любовь героя Филиппа Киркорова сыграла модель и телеведущая Виктория Лопырёва. |
| 2016 | «О любви»                                                                              | Олег Гусев                          |                                                        | Является саундтреком к фильму Экипаж. В видеоклипе было показано две стороны: черно-белый (где сам Филипп) и цветной (кадры из фильма). |
| 2016 | «Забываю» (дуэт с Любовь Успенской)                                                    | Олег Гусев                          |                                                        | Черно-белый видеоклип. |
| 2016 | «Яркий я» (при уч. гр. Дискотека Авария)                                               | Антон Родин                         |                                                        | |
| 2017 | «Любовь или Обман?»                                                                    | Вячеслав Сырбу                      | ОАЭ                                                    | |
| 2017 | «Последняя весна» (при уч. Тимати)                                                     | Заур Засеев/Павел Худяков           | Москва, Московский Кремль Венеция, Италия              | |
| 2017 | «Химера»                                                                               | Олег Гусев                          |                                                        | Несмотря на то, что химера — это существо древнегреческой мифологии, но сюжет ролика уводит зрителя к древневосточным сказаниям. Главная героиня клипа — гейша в ярком кимоно. За её любовь и свободу борется молодой человек. Он соперничает с Филлипом Киркоровым, бьется на мечах с древним самураем и завоевывает признание красавицы. |
| 2018 | «Цвет настроения синий»                                                                | Роман Ким/Михаил Семичев            |                                                        | с участием: Яной Рудковской, Александром Плющенко, Ольгой Бузовой, Григорием Лепсом, Тимати, Иваном Ургантом и др. |
| 2018 | «Ibiza» (при уч. Николая Баскова)                                                      | Роман Ким                           |                                                        | с участием: Сергея Шнурова, Гарика Бульдога Харламова, Андрея Малахова, Аниты Цой, Валерия Леонтьева и Алисы Лобановой. |
| 2018 | «Цвет настроения чёрный» (при уч. Егор Крид)                                           | Заур Засеев/Павел Худяков           | Москва, парикмахерская «13-by Black Star».             | Тимати и Егор предлагают подписать Филлипа Бедросовича, на поддельный контракт с лейблом Black Star Inc. как с новым артистом, затем открывается вход в потайной подвал, где будет сниматься сам клип. |
| 2018 | «Не верю я»                                                                            | Олег Гусев                          | Санкт-Петербург, Большеохтинский мост                  | в клипе присутствовала Аида Гарифуллина, сыгравшую роль возлюбленную артиста, у самого моста к попытки вернуться к импозантному кавалеру, но он её отвергает. |
| 2019 | «Стеснение пропало»                                                                    | Заур Засеев/Павел Худяков           |                                                        | с участием: Максима Амельченко, Кирилла Петрова, Виталия Боровика, Алексея Полякова и Алисы Лобановой. |
| 2019 | «Лунный гость»                                                                         | Заур Засеев/Павел Худяков           | Санкт Петербург, Адмиралтейский район                  | В клипе певец появляется с автоматом Калашникова, организует погоню на лодках и все это — в стильном чёрном костюме и «бандитской» шапке. |
| 2020 | «Романы»                                                                               | Тарас Голубков                      | Святилище Богородицы мыса Эшпишел, Лиссабон-Португалия | В клипе присутствовала Екатерина Варнава |
| 2020 | «Ролекс» (при уч. DAVA)                                                                | Алексей Голубев                     |                                                        | |
| 2021 | «Komilfo» (при уч. MARUV)                                                              | Яна Чаплыгина                       |                                                        | |
| 2021 | «Лучший город земли» (дуэт со отцом Бедросом Киркоровым, Зары и Александра Панайотова) | Давид Навоян                        | Москва                                                 | В честь 100-летия со дня рождения Народного артиста СССР, Арно Бабаджаняна, создан музыкальный клип на хит композитора — «Лучший город Земли». |
| 2021 | «По камням по острым»                                                                  | Сергей Ткаченко                     | ОАЭ                                                    | съёмки клипа прошли в Объединенных Арабских Эмиратах. В новом клипе народный артист предстал в образе Агента 007. |
| 2021 | «Раненый»                                                                              | Василий Зоркий                      |                                                        | Саундтрек к/ф «Ёлки 8» |
| 2022 | «Хобби» (дуэт с Anna Asti)                                                             | Алексей Добрый                      |                                                        | Mood video |
| 2023 | «Если ты уйдешь»                                                                       | Николай Лебедев                     |                                                        | Саундтрек к/ф «Нюрнберг» |
| 2023 | «Королева» (при уч. Люси Чеботиной)                                                    | Заур Засеев                         |                                                        | |
| 2023 | «Жара Дубая» (дуэт с М. Шафутинским)                                                   |                                     |                                                        | |
| 2023 | «Летите, летите»                                                                       | Иван Чехов                          |                                                        | Саундтрек к/ф «Ёлки 10» |
| 2024 | «Я буду жить вечно»                                                                    |                                     |                                                        | |
| 2024 | «Чёрная пантера»                                                                       | Заур Засеев                         |                                                        | Короткометражный видеофильм состоящий из 2-х частей |

Пародийные музыкальные клипы
- 22 сентября 2013 года Киркоров выпустил шуточный клип «Троллинг» на музыку из своей песни «Полетели». Измененный текст песни представляет собой остроумные ответы певца на интернет-комментарии хейтеров. Клип имел успех и вызвал положительные оценки относительно самоиронии певца[1].
- 19 сентября 2018 года на ютьюб-канале Александра Гудкова был опубликован музыкальный ролик Филиппа Киркорова и Николая Баскова «Извинение за „Ibiza“», который пародирует вышедшее незадолго до этого музыкальное видео Канье Уэста и Лил Пампа «I Love It». Этим клипом Басков и Киркоров в юмористической форме извинились перед своими фанатами за вышедший в том же месяце видеоклип «Ibiza», собравший множество негативных комментариев и призывы лишить обоих певцов звания Народных артистов России[2].

Участие в клипах других исполнителей
- «Çekilin» — Mustafa Sandal
- «Las faneras» — артисты мюзикла «Метро»
- «Белый снег» — А. Пугачёва
- «Водяные и лешие» — А. Пугачёва
- «Любовь в большом городе» — В. Брежнева
- «До ре ми» — Верка Сердючка
- «Натуральный блондин» — Н. Басков
- «Хипстер» — Би-2
- «Караоке» — Н. Басков
- «Снежинки» — DAVA и О. Бузова
- «Один дома» — DAVA и М. Хаметова

## Концертные DVD
- 2001 — «Вчера, сегодня, завтра…»
- 2011 — «Другой»

## Ремейки и заимствования
За 30 с лишним лет своего творчества Филипп Киркоров неоднократно исполнял песни, которые, как позже оказалось, являлись не более чем ремейками либо каверами песен других исполнителей, что считалось критиками и слушателями явным плагиатом — в частности, в песнях использовалась музыка оригинала, а иногда — и текст. На этой почве и возник знаменитый скандал с журналисткой Ириной Ароян. Тем не менее, даже после скандала Филипп продолжил выпускать подобные песни, однако, как утверждается[кем?], всё же со ссылкой на оригинальных композиторов.
В данной таблице «ремейки» Киркорова отсортированы в алфавитном порядке, независимо от года выпуска.
| Композиция                          | Название оригинала, год выхода                                   | Исполнитель оригинала               |
| ----------------------------------- | ---------------------------------------------------------------- | ----------------------------------- |
| «А вы-то кто?»                      | «А вы-то кто?» (2004)                                            | 2ва Самолёта                        |
| «Александрин»                       | «Alexandrie Alexandra» (1977)                                    | Клод Франсуа                        |
| «Аленький цветочек»                 | «Kan Noladeti» (1991)                                            | Orna & Moshe Datz                   |
| «Атлантик-сити»                     | «Che dolor» (1982)                                               | Рафаэлла Карра                      |
| «Блюз-каприз»                       | «Блюз-каприз»                                                    | Автограф                            |
| «Будь что будет»                    | «Ay, Ay, Sailor» (1979)                                          | Baccara                             |
| «Верни мне музыку»                  | «Верни мне музыку»                                               | Муслим Магомаев                     |
| «Вечная любовь»                     | «Une Vie d’Amour» (1996)                                         | Шарль Азнавур                       |
| «Влюблённая душа»                   | «Let Your Spirit Fly» (2003)                                     | Pernilla Wahglgren & Jan Johansen   |
| «Вот и всё»                         | «Still Got the Blues» (1991)                                     | Гэри Мур                            |
| «Вот мы какие»                      | «Hadi Bakalim» (1991)                                            | Сезен Аксу                          |
| «В саду Эдемовом»                   | «Son» (2005)                                                     | Amsterdam Klezmer Band              |
| «Выглядишь на сто»                  | «Puttin’ on the Ritz»                                            | Taco                                |
| «Голос»                             | «La Voix» (2009)                                                 | Малена Эрнман                       |
| «Горчиво вино»                      | «Горчиво вино» (1998)                                            | Веселин Маринов                     |
| «Грустный ангел»                    | «Romeo & Juliet» (1992)                                          | Blue System                         |
| «Дай мне свободу»                   | «Free» (1987)                                                    | Стиви Уандер                        |
| «Дева-вода»                         | «Дева-вода» (1957)                                               | Тельман                             |
| «Дива»                              | «Diva» (1998)                                                    | Dana International                  |
| «Дилайла»                           | «Delilah» (1967)                                                 | Том Джонс                           |
| «Дискобой»                          | «Disco Boy»                                                      | Shantel                             |
| «Диско-партизаны»                   | «Disko Partizani» (2007)                                         | Shantel                             |
| «Джалма»                            | «Джалма» (1994)                                                  | Ритон                               |
| «Днём и ночью»                      | «Необманутые чувства (Прегърни мне)» (1981)                      | Ритон                               |
| «Душа и песня»                      | «Copacabana» (1978)                                              | Барри Манилоу                       |
| «Единственная»                      | «Единственная» (1997)                                            | Олег Газманов                       |
| «Жиголо»                            | «Gigolo»                                                         | Лу Бега                             |
| «Жизнь полюбит нас»                 | «Tous Les Enfants Chantent Avec Moi»                             | Мирей Матьё                         |
| «Жестокая любовь»                   | «Symphonic Space Dream»                                          | Дидье Маруани                       |
| «Зайки врозь»                       | «Tu Es Foutu» (2003)                                             | Ин-Грид                             |
| «Игра с огнём»                      | «Playing with Fire» (2010)                                       | Паула Селинг и Ови                  |
| «Индиго»                            | «My Desire»                                                      | Tomy or Zox                         |
| «История любви»                     | «Le Temps Des Cathedrales»                                       | (из мюзикла «Нотр-Дам де Пари»)     |
| «Каждый где-то в чём-то чемпион»    | «Cimbom Şampiyon»                                                | Каяхан                              |
| «Кайф»                              | «Let’s Get Wild»                                                 | Елена Папаризу                      |
| «Калимба де луна (Kalimba de Luna)» | «Kalimba De Luna» (1984)                                         | Тони Эспозито                       |
| «Кармен»                            | «Дон Кихот и Дулсинея» (1987)                                    | Ритон                               |
| «Клёво-клёво»                       | «Tricky-Tricky» (1999)                                           | Лу Бега                             |
| «Колыбельная Вулкану»               | «Buna Seara Stelelor»                                            | Анастасия Лазарюк                   |
| «Кристина»                          | «Kristina»                                                       | Здравко Чолич                       |
| «Кто создал тебя такую?»            | «Un Cuore con le Ali»                                            | Эрос Рамазотти                      |
| «Кумир»                             | «De Thelo Allon Iroa» (2013)                                     | Елена Папаризу                      |
| «Любовь сияет ярче»                 | «You Set My Heart of Mine»                                       | Елена Папаризу                      |
| «Лето»                              | «Лятото (Брак по любов)» (1985)                                  | Ритон                               |
| «Лишь бы ты меня ждала»             | «Go» (1988)                                                      | Скотт Фицджеральд                   |
| «Лишь позавчера»                    | «London Nights» (1988)                                           | London Boys                         |
| «Люди-ангелы»                       | «С днешна дата» (1984)                                           | Кристина Димитрова и Орлин Горанов  |
| «Магдалена»                         | «Ночными островами»                                              | Леонид Бергер                       |
| «Мария Магдалена»                   | «Marija Magdalena»                                               | Дорис Драгович                      |
| «Мечта»                             | «Изповед (Накъдето ми видят очите)» (1987)                       | Ритон                               |
| «Мечтатель»                         | «I Got a Girl» (1999)                                            | Лу Бега                             |
| «Миражи»                            | «Миражи» (1992)                                                  | Ирина Аллегрова и Игорь Николаев    |
| «Мне мама тихо говорила»            | «Ola kala, ola orea» (1969) / «Toda» (1988) / «Без любимых глаз» | Георгиос Даларас / Хаим Моше / Ялла |
| «Мимо опять проходишь ты»           | «Save Your Kisses For Me»                                        | Brotherhood of Man                  |
| «Мсье Брошкин»                      | «Мадам Брошкина» (2000)                                          | Алла Пугачёва                       |
| «Морячка»                           | «Морячка» (1993)                                                 | Олег Газманов                       |
| «Моя виктория»                      | «Somewhere In Paradise» (1978)                                   | Baccara                             |
| «Моя песня»                         | «Your Disco Needs You»                                           | Кайли Миноуг                        |
| «Мышь»                              | «People are Strange» (1967)                                      | The Doors                           |
| «Не смотри ты на часы»              | «Концерт (Накъдето ми видят очите)» (1987)                       | Ритон                               |
| «Небо и земля»                      | «Детски спомен» (1984)                                           | Кристина Димитрова и Орлин Горанов  |
| «Нет тебя прекрасней»               | «Ti Si Mi U Krvi» (1984)                                         | Здравко Чолич                       |
| «Новый герой»                       | «Hero»                                                           | Шарлотта Перелли                    |
| «Огонь и вода»                      | «Dinata Dinata»                                                  | Ara Dinkjian                        |
| «Ой, мама, шика дам!»               | «Hepsi senin mi?» (1995)                                         | Таркан                              |
| «О любви»                           | «О любви» (2004)                                                 | Ирина Билык                         |
| «От любви поворот»                  | «Araba»                                                          | Мустафа Сандал                      |
| «От моей до твоей любви»            | «I Believe In Love»                                              | Карола                              |
| «Плюс и минус»                      | «Плюс и минус» (1980-е)                                          | Кристина Димитрова и Орлин Горанов  |
| «Пара королеве»                     | «Cara Mia» (2007)                                                | Монс Сельмерлёв                     |
| «Поцелуй»                           | «Simaric»                                                        | Таркан                              |
| «Просто подари»                     | «Настя, подари»                                                  | Александр Айвазов                   |
| «Пташечка моя»                      | «Пиджак» (1993)                                                  | Анастасия                           |
| «Ревность»                          | «Jealous» (1984)                                                 | Hana & Dana                         |
| «Роза красная»                      | «Роза красная» (1980-е)                                          | Ярослав Евдокимов                   |
| «Роза чайная»                       | «Роза чайная» (2002)                                             | Кай Метов                           |
| «Салма»                             | «Salma Ya Salama» (1977)                                         | Далида                              |
| «Сердце ждёт»                       | «Nostalgie»                                                      | Далида                              |
| «Скажи нет»                         | «Скажи нет»                                                      | Михаил Бублик                       |
| «Сколько, сколько»                  | «Quando, quando» (1966)                                          | Эл Мартино                          |
| «Снег»                              | «Снег» (2010)                                                    | Ирина Билык                         |
| «Славянский базар»                  | «Славянский базар» (1988)                                        | Владимир Асмолов                    |
| «Спасибо вам, враги мои»            | «Спасибо, вам враги» (1994)                                      | Мила Романиди                       |
| «Таганка»                           | «Таганка» (1987)                                                 | Александр Кальянов                  |
| «Танец фламенко»                    | «Le Flamenco» (1965)                                             | Далида                              |
| «Твист, привет»                     | «Let’s Twist Again» (1961)                                       | Чабби Чекер                         |
| «Ты, ты, ты»                        | «Телефонна любов» (1982)                                         | Васил Найденов                      |
| «Ты поверишь?»                      | «Love Supreme»                                                   | Робби Уильямс                       |
| «Ты всё увидишь сам»                | «Hope and Glory»                                                 | Монс Сельмерлёв                     |
| «Ты скажи мне, вишня»               | «Скажи мне, вишня» (1980)                                        | Евгений Мартынов                    |
| «Ты со мной»                        | «Ne Olur Gitme» (1998)                                           | Сердар Ортач                        |
| «Уходило лето»                      | «Cara Mia» (1977) / «Уходило лето» (1979)                        | Baccara / Весёлые ребята            |
| «Чили Ча Ча»                        | «Chilly Cha Cha» (1998)                                          | Jessica Jay                         |
| «Шабада»                            | «Shabadabada» (2001)                                             | OV7                                 |
| «Шалала»                            | «Shalala» (1990-е)                                               | Vengaboys                           |
| «Шёлковая нить»                     | «Helwa Ya Balady» (1978)                                         | Далида                              |
| «Эти глаза напротив»                | «Эти глаза напротив» (1967)                                      | Валерий Ободзинский                 |
| «Это же жизнь»                      | «Pour Un Flirt»                                                  | Мишель Дельпеш                      |
| «Это лето»                          | «Terelelli» (1998)                                               | Сердар Ортач                        |
| «Я встретил девушку»                | «Didam Jamole» (1957)                                            | Джахон Саидмурадов                  |
| «Я за тебя умру»                    | «I Die For You»                                                  | Antique                             |
| «Я поднимусь»                       | «Я поднимусь»                                                    | Александр Ярёменко                  |
| «Я просто счастлив»                 | «Я просто счастлив»                                              | Тельман                             |
| «Я твой король»                     | «Нощ над града» (1994)                                           | Домино                              |
| «Я эту жизнь тебе отдам»            | «The Light In Your Soul»                                         | Елена Папаризу                      |
| «Livin’ la Vida Loca»               | «Livin’ la Vida Loca» (1999)                                     | Рики Мартин                         |
| «Mambo Italiano»                    | «Mambo Italiano» (1954)                                          | Розмари Клуни                       |
| «The Show Must Go On»               | «The Show Must Go On» (1991)                                     | Queen                               |